# Ансамбл Венац
Ансамбл Венац је професионални ансамбл народних игара и песама Косова и Метохије. Циљ ансамбла је да истражи, сачува и презентује нематеријално културно наслеђе покрајине. Поред сценске уметности, ансамбл ради на очувању идентитета. Чине га играчи/певачи, музичари, административно и техничко особље.

## Историјат
Ансамбл је основан од стране Министарства културе Републике Србије 1964. године у Приштини под називом Шота. Данашњи назив је усвојен 1993 године. 
- Од 1990. - 2003. године, ансамбл се сели и ради у Нишу.

- Од  2003. -2008. године, ансамбл живи и ради у Чаглавици.

- Од 2008. године до данас, седиште ансамбла је у Грачаници. [1]

## Уметнички сектор
Најистакнутији члан оснивачког  одбора био је Јордан Николић, уметник рођен у Призрену.
У вишедеценијском постојању ансамбла, свој траг су оставили: Олга Сковран, Бранислав Бата Грбић, Деснка Ђорђевић, Братомир Бата Лачковић, Радојица Кузмановић и други. Први кореограф и уметнички директор друштва је био Вјећислав Славко Квасневски 
Данас се на челу ове националне институције налази Снежана Јовановић. Шеф уметничког сектора је Милош Циле Митић, а шеф оркестра је Ивица Стевић. Стални стручни сарадници су проф. др Сања Ранковић (етномузиколог) и др Здравко Ранисављевић (етнокореолог).

## Активност ансамбла
На редовном репертпоару се налази преко 35 кореографија са подручја Косова и Метохије. Ансамбл годишње изведе 50 - 80 концерата широм Србије и региона. Поред стандардног, наступа и са новим програмом под називом 700. Овај јединствени мултимедијални пројекат је новина у начину презентације српског фолклора. Створен је у част 700 година манастира Грачаница.
„Венац" је прва установа културе на подручју Косова и Метохије која је започела процес дигитализације 2020. године. Један од пројеката у тој области је интернет телевизија под називом „ТВнет Венац"  Ансамбл ради на обнови и очувању аматеризма широм региона. Од 2014. године су кроз школе фолклора формирани дечији ансамбали који окупљају више од три стотине деце школског узраста. Још један значајан пројекат је Омладнски ансамбл за узраст од 15+ година. Кроз њега, професионални ансамб прави селекцију за свој будући кадар.
Активна је и издавачка делатност ове институције. Недавно је промовисан музички албум 700 - Венац игра у славу 700 година манастира Грачаница. Остварена је успешна сарадња са Факултетом уметности Универзитета у Приштини и Факултетом Драмских уметности из Београда. Кроз форуме и радионице размењују се искуства и стичу нова сазнања из области уметничке игре и других сродних области.